# イルザ (小惑星)
イルザ (351 Yrsa) は、小惑星帯にある典型的な小惑星である。
1892年12月16日にマックス・ヴォルフがハイデルベルクで発見し、北欧神話に登場する女王イルザにちなんで命名された。